# Ciclo di Brayton-Joule
Il ciclo di Brayton-Joule è un ciclo termodinamico che costituisce il riferimento ideale per il funzionamento delle turbine a gas. Il ciclo è realizzato da una serie di organi meccanici rotanti operanti in serie a flusso libero, cioè con aspirazione e deflusso aperto verso l'ambiente esterno. Le trasformazioni coinvolte sono due isobare e due isoentropiche (o due politropiche se viene a cadere il vincolo dell'idealità).
Fu brevettato dall'ingegnere statunitense George Brayton nel 1872.

## Caratteristiche tecniche

Il ciclo nei diagrammi pressione-volume e temperatura-entropia

Il ciclo si compone di quattro fasi:
1. compressione isoentropica del gas in un compressore rotodinamico, con scambio del lavoro negativo di ciclo;
2. riscaldamento isobaro;
3. espansione isoentropica del gas in una turbina, viene scambiato lavoro positivo di ciclo;
4. raffreddamento isobaro.

La totalità delle macchine reali a ciclo Brayton-Joule sono del tipo a combustione interna a ciclo aperto. Il compressore aspira aria dall'ambiente aumentandone la pressione senza scambi di calore con l'esterno; si inietta il combustibile il quale brucia elevando la temperatura del fluido, ma non la pressione che invece resta costante (aumenta il volume specifico); il fluido ad elevato contenuto entalpico espande in una turbina cedendo ad essa lavoro meccanico e diminuendo la propria pressione e temperatura; il fluido uscente dalla turbina a pressione ambiente si scarica nell'atmosfera raffreddandosi.

### Rendimento
Il rendimento termodinamico ideale del ciclo di Brayton-Joule è inferiore a quello del ciclo di Carnot operante tra le stesse temperature massima e minima ed aumenta all'aumentare del rapporto delle pressioni.
Il rendimento, secondo la definizione generale, è:
{\displaystyle \eta =1-{\frac {1}{\beta ^{\left({\frac {\gamma -1}{\gamma }}\right)}}}}
dove {\displaystyle \beta } viene inteso come il rapporto di compressione {\displaystyle \beta ={\frac {p_{2}}{p_{1}}}}con {\displaystyle p_{2}} e {\displaystyle p_{1}} rispettivamente le pressioni del gas lungo le trasformazioni isobare di riscaldamento e di raffreddamento e il coefficiente di dilatazione adiabatica {\displaystyle \gamma ={\frac {c_{p}}{c_{v}}}}. È da ricordare che la formula del rendimento sopracitata è valida per qualsiasi ciclo termodinamico che ha due politropiche opposte (e uguali) di cui almeno due sono isoentropiche.

## Utilizzo
Il ciclo Brayton-Joule è alla base di una buona fetta della produzione di energia elettrica e meccanica. In questi casi il ciclo è realizzato "alla lettera", ovvero si utilizza tutto il contenuto entalpico del fluido per produrre lavoro meccanico all'albero. Esistono molti schemi costruttivi, con l'uso di compressori assiali o radiali secondo la dimensione, con l'uso di uno o due alberi coassiali secondo l'uso, e altre differenze ancora. Un valore tipico per il rendimento reale di macchine fisse si aggira intorno al 35-38% per un ciclo base, mentre si può superare il 50% per un ciclo con interrefrigerazione, rigenerazione e postcombustione. Il rendimento energetico complessivo aumenta ancora se si sfruttano i cascami di calore (aria a circa 500 °C) per la cogenerazione o per un ciclo secondario a vapore (impianti combinati). Questi accorgimenti fanno accrescere l'efficienza dell'intero processo ma lasciano inalterato il rendimento del ciclo Brayton-Joule.
Una destinazione radicalmente diversa è quella della propulsione aerea a turbogetto o a turbofan, dove l'espansione in turbina produce quel tanto di lavoro che basta ad azionare il compressore e l'eventuale fan (ventola). Il rimanente dell'energia contenuta nel fluido viene spesa per far accelerare il fluido stesso dentro un ugello e produrre di conseguenza una spinta in avanti che fa muovere l'aereo, un po' come avviene quando si lascia andare un palloncino aperto (spinta che invece è trascurabile per un impianto fisso, il quale deve rimanere ben ancorato al suolo). Tra le tante caratteristiche importanti delle turbine a gas (TAG) a ciclo aperto c'è quella di poter sviluppare elevate potenze specifiche ed un elevato rendimento di propulsione, il che le rende molto adatte alla propulsione aerea.